# Kropyvnytskyj
Kropyvnytskyj (ukrainsk: Кропивницький, tr. Kropyvnytskyj) er en by i det centrale Ukraine. Byen er administrerende center i Kirovohrad oblast og har 227.413 (2019) indbyggere.

## Historie
Kirovohrad blev grundlagt i 1754 som fæstningsby, og var med navnet Jelisavetgrad opkaldt efter kejserinde Elisabeth af Rusland. I 1924 fik byen navnet Zinovjevsk efter bolsjeviklederen Grigorij Zinovjev. Efter mordet på Sergej Kirov i 1934 faldt Zinovjev i unåde hos Stalin, og byen fik så navnet Kirovo. I 1939 blev dette ændret til byens nuværende navn, blandt andet for at undgå sammenblanding med byen Kirov i Rusland.
I sovjettiden blev byen et centrum for produktion af landbrugsmaskiner, og producerede over halvdelen af landets såmaskiner.
Byen er hjemsted for Air Urga.

## Personer fra Kropyvnytskyj
- Andrej Kantjelskis, sovjetisk og russisk fodboldspiller af litauisk og ukrainsk afstamning
- Serhij Nazarenko, ukrainsk fodboldspiller
- Grigorij Sinovjev, sovjetisk politiker, statsmand og revolutionær